# Play-Doh

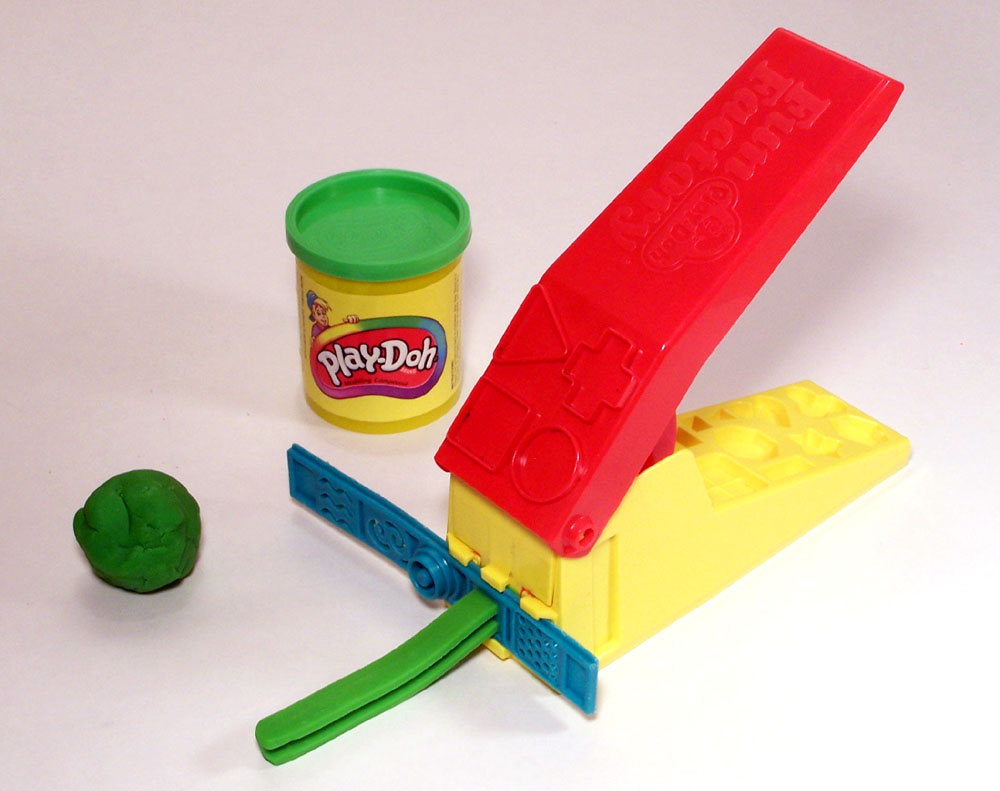
Play-Doh Fun Factory

Play-Doh är en form av modellera som barn kan använda i både hemmet och skolan. Produkten, som består av mjöl, vatten, salt, borsyra och mineralolja, tillverkades första gången i Cincinnati, Ohio, USA, för att rengöra tapeter under 1930-talet.
En dag började en skolklass använda leran, och vid 1950-talets mitt började leran marknadsföras till Cincinnatis skolor. Play-Doh demonstrerades sedan vid en utbildningsmässa 1956, och snart började leran säljas. Reklam för leran började sedan göras 1957 i barn-TV, och försäljningen ökade.
Sedan dess har en hel industri utvecklats, känd som "Fun Factory".  2003 tog Toy Industry Association med Play-Doh på sin lista över "Århundradets leksaker".

### Fotnoter
1. 1 2  Walsh, Tim (2005). ”Play-doh”. Timeless Toys: Classic Toys and the Playmakers Who Created Them. Kansas City: Andrews McMeel Publishing. sid. 115–120. ISBN 978-0-7407-5571-2
2. ↑  Wilson, Tracy V.. ”How Play-Doh Modeling Compound Works”. How Stuff Works. http://entertainment.howstuffworks.com/play-doh.htm. Läst 19 februari 2009.
3. ↑  Sobey, Edwin J.C.; Woody Sobey (2008). The Way Toys Work: The Science Behind the Magic 8 Ball, Etch A Sketch, Boomerang, and More. Chicago Review Press. sid. 96. ISBN 978-1-55652-745-6. http://books.google.com/books?id=F2ApK7QnbPUC&pg=PA96
4. ↑  ”Toy Industry Association Announces Its Century of Toys List”. Business Wire. 21 januari 2003. Arkiverad från originalet den 9 februari 2009. https://web.archive.org/web/20090209164357/http://www.allbusiness.com/manufacturing/miscellaneous-mfg-doll-toy-games-games/5673984-1.html. Läst 19 februari 2009.